# Unterer Kröppenbach
Der Untere Kröppenbach ist ein knapp 300 Meter langer Bach auf dem Gebiet der Ortsgemeinde Lemberg im rheinland-pfälzischen Landkreis Südwestpfalz und er ist ein linker Zufluss des Salzbachs im Südwestlichen Pfälzerwald.

## Geographie

### Verlauf
Der Untere Kröppenbach entspringt auf einer Höhe von etwa 335 m ü. NHN nordnordwestlich des Hohen Kopfs mitten im Wald. 
Er fließt in fast nördlicher Richtung durch einen Wald und mündet schließlich in der Flur Oberster Bruch auf einer Höhe von etwa 291 m ü. NHN von links in den dort auch Kröppenbach genannten oberen Salzbach.
Der etwa 260 m lange Lauf des Unteren Kröppenbachs endet ungefähr 44 Höhenmeter unterhalb seiner Quelle, er hat somit ein mittleres Sohlgefälle von etwa 17 ‰.

### Einzugsgebiet
Das etwa 23 ha große Einzugsgebiet des Unteren Kröppenbachs liegt im Südwestlichen Pfälzerwald und wird durch ihn über den Salzbach, die Lauter und den Rhein zur Nordsee entwässert.
Es grenzt
- im Osten an das Einzugsgebiet des Kröppenbachs;
- im Süden an das des Steinigen Bachs, der über die Sauer in den Rhein entwässert und
- im Westen an das des Kleinen Kröppenbachs, der in den Salzbach mündet.

Das gesamte Einzugsgebiet ist bewaldet und die höchste Erhebung ist der  Hohe Kopf mit einer Höhe von 467,4 m im Südosten des Einzugsgebiets.